# Ödön Széchenyi

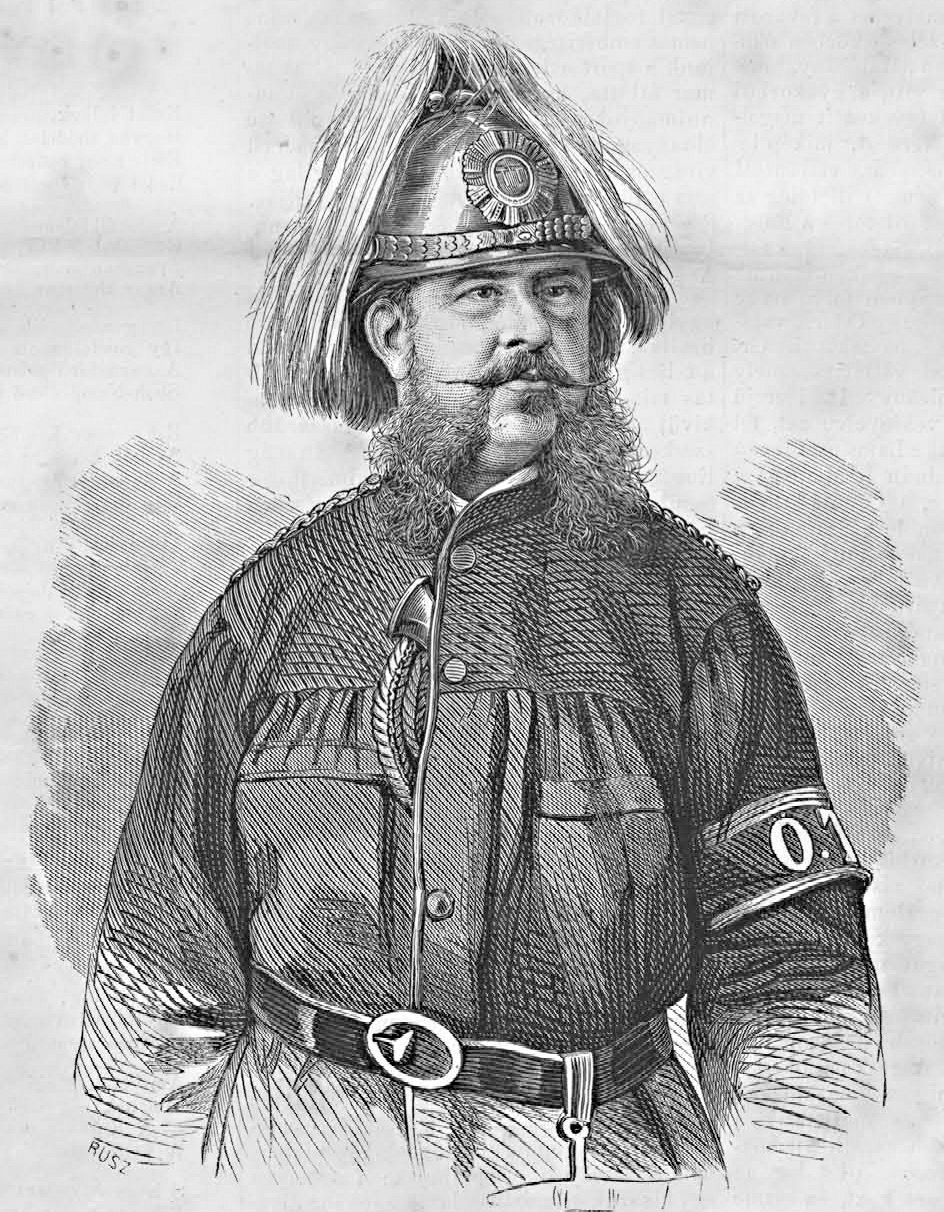
Ödön von Szechenyi

Ödön György István Károly Graf Széchenyi von Sárvár und Felsővidek (dt. auch Graf Edmund Stephan Karl Széchenyi, * 14. Dezember 1839 in Pozsony; † 24. März 1922 in Konstantinopel) war ein ungarischer Feuerwehrpionier und Pascha in Istanbul.
Ödön Széchenyi, der zweitälteste Sohn von István Széchenyi studierte ausführlich das Feuerlöschwesen in London. 1863 kam er von dort zurück und forderte in Ungarn von den Gemeinden die Bildung von Freiwilligen Feuerwehren. Vor dem österreichisch-ungarischen Ausgleich im Jahr 1867 war dies jedoch aus politischen Gründen praktisch nicht möglich. Nur in Sopron gelang es dem deutschen Lehrer Friedrich Rösch bereits 1866, einen Feuerwehrverein zu gründen. Nach dem Ausgleich gelang es ihm, in Budapest im Jahr 1869 eine Freiwillige Feuerwehr zu gründen, die bereits 1870 in eine Berufsfeuerwehr umgewandelt wurde. Es war dies die dritte Berufsfeuerwehr am Kontinent. Széchenyi war der erste Kommandant von zwölf Feuerwehrmännern.
Auch in Kőszeg wurde bereits 1868 eine Feuerwehr gegründet.
In den Jahren 1871 bis 1874 war Széchenyi auch der erste Kommandant des ungarischen Landesfeuerwehrverbandes. Széchenyi dachte bereits sehr großräumig. So wurde von ihm bereits am Feuerwehrtag 1871 in Klagenfurt, wo er als Vertreter Transleithaniens teilnahm, ein Europäischer Feuerwehrtag vorgeschlagen.
Auf Wunsch von Kaiser Franz Joseph ging Széchenyi nach Konstantinopel, um am Hof des Sultans ein Feuerwehrwesen aufzubauen, was ihm innerhalb kürzester Zeit auch gelang. Diese streng militärisch organisierte Feuerwehr unterstand auch dem Kriegsministerium. Das Oberhaupt dieser Bataillons wurde Graf Széchenyi Pascha. Er war damit der erste Christ, der den Titel Pascha erhielt.
Mit diesem Aufbau nutzten auch zahlreiche Lieferanten aus dem Gebiet Österreich-Ungarns die Chance, in diesem Gebiet Fuß zu fassen. Ausrüstungsgegenstände wie Helme, Schläuche u. Ä. fand man dadurch in den Nachfolgestaaten nach den Balkankriegen, wie Griechenland, Bulgarien oder Rumänien.
Einen wesentlichen Einfluss hatte Széchenyi auch auf die Entwicklung der ungarischen Donauschifffahrt. Auch den Bau der Standseilbahn, der Budavári Sikló auf den Burgberg in Budapest initiierte er.
Sein schriftlicher Nachlass, der sowohl über sein Leben als auch über das seines Bruders Béla Széchenyi Aufschluss gibt, befindet sich in der Széchényi-Nationalbibliothek.